# Sonnenbad

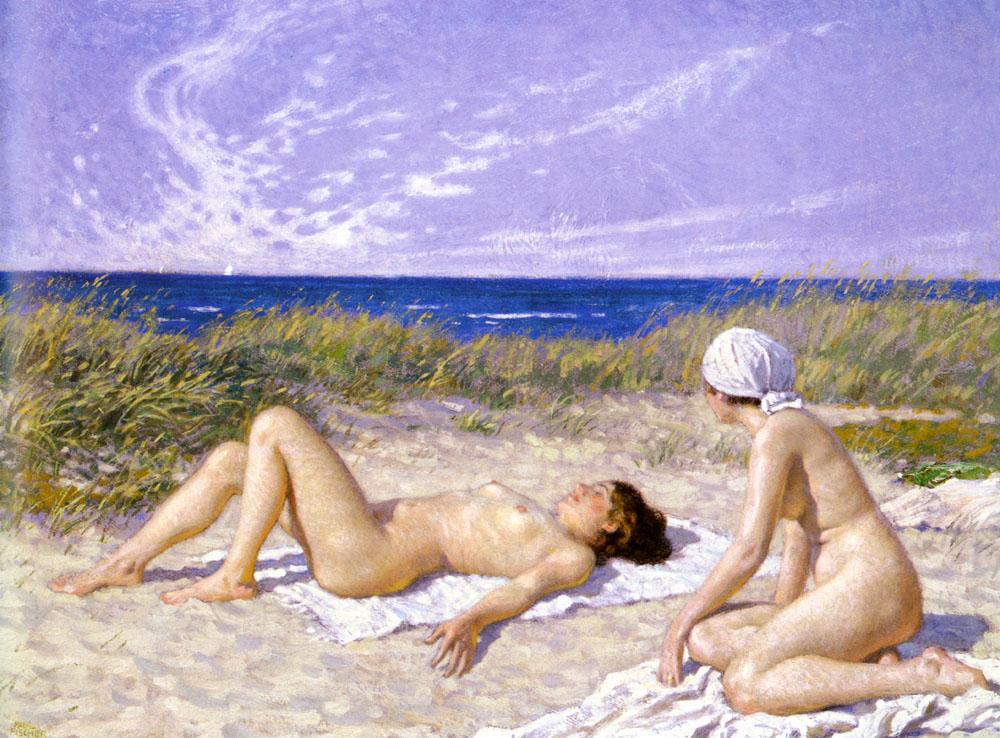
Sonnenbadende in den Dünen (Gemälde von Paul G. Fischer, 1916)

Sonnenbaden, auch Sonnenbad, Lichtbad, Sonnenlichtbestrahlung oder Heliotherapie genannt, ist das bewusste Einwirkenlassen des Sonnenlichts auf den unbedeckten Körper zu therapeutischen Zwecken. In der menschlichen Haut kann mittels ultravioletten Lichts aus einer Vorstufe des Cholecalciferols das wirksame Vitamin D3 entstehen.

## Geschichte
Bereits antike Ärzte kannten und empfahlen die heilende Wirkung von Sonnenlicht. Diese Lichtbehandlung wurde ab 1770 wiederentdeckt und Sonnenbäder zunehmend gegen zahlreiche Krankheiten und zur Prophylaxe angewendet.

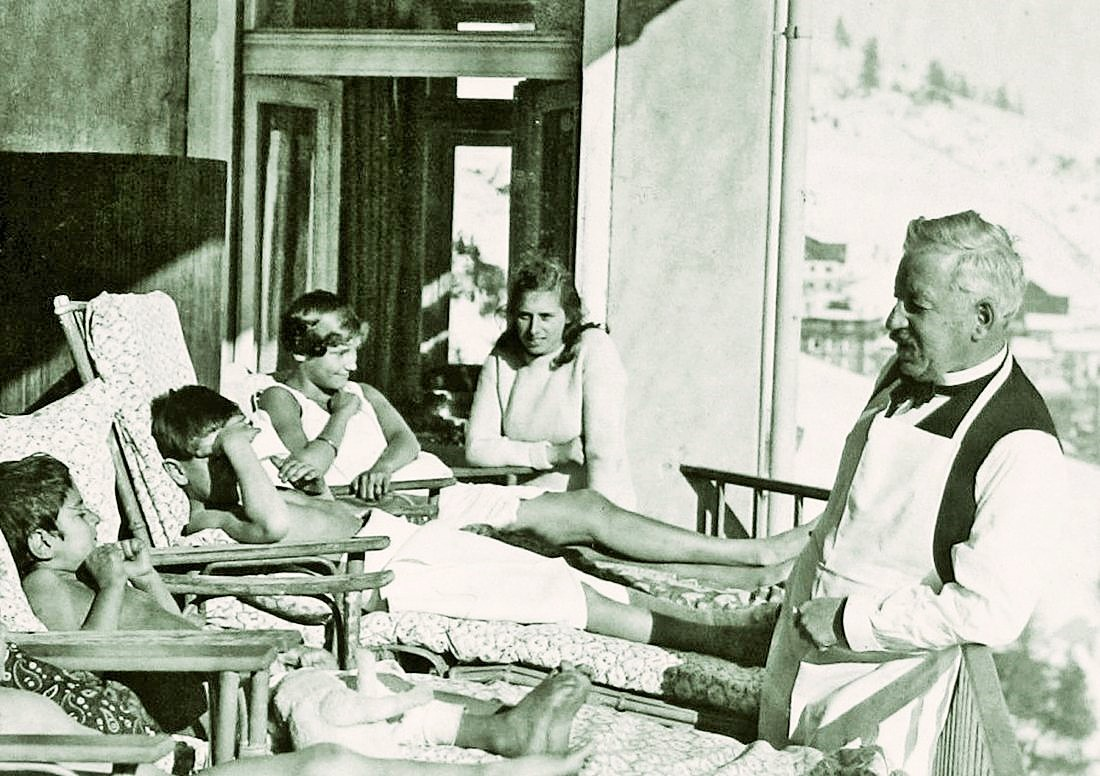
Oscar Bernhard mit Patienten in St. Moritz (1900)

Als Heliotherapie (auch Sonnenbäderbehandlung) bezeichnet man die Sonnenlichtbestrahlung zu Heilzwecken. Die infrarote Strahlung entfaltet eine Wärmewirkung, im Unterschied etwa zur kurzwelligeren blauen, während die ultraviolette Strahlung eine chemisch-biologische Wirkung entfaltet, die auch schädigen kann. Eine Heliotherapie wurde insbesondere bei tuberkulösen Hauterkrankungen und Knochentuberkulose angewendet, bevorzugt im Hochgebirge oder am Meer. Im Jahr 1903 eröffnete dazu Auguste Rollier eine Anstalt in Leysin. Als tonisierende Allgemeinwirkung sollte sich bei maßvoller Anwendung ein gesteigerter Appetit, eine bessere Durchblutung, vermehrte Blutneubildung und eine Erhöhung der Widerstandskraft einstellen. Diesem Credo folgend eröffneten die Pioniere der Heliotherapie wie Oscar Bernhard oder Arnold Rikli im 19. Jahrhundert eigens für die Lichttherapie ausgelegte Kuranstalten. Der dänische Arzt Niels Ryberg Finsen bekam 1903 den Nobelpreis für Medizin für die Behandlung von Krankheiten durch Lichtstrahlen.

## Anwendung und Wirkung

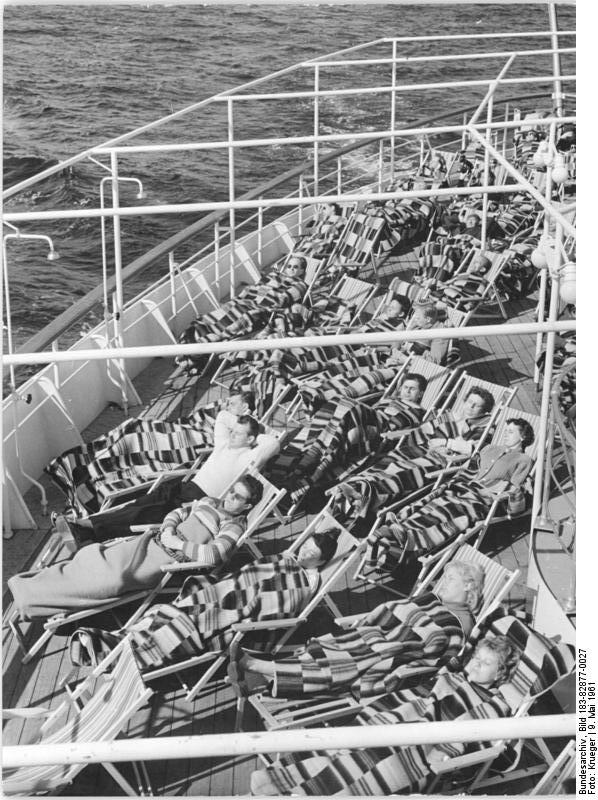
Sonnenbad auf der Fritz Heckert (1961)

Sonnenbäder sollten nur in langsam steigender Dosierung genommen werden, wobei Hautrötungen und Wärmestau grundsätzlich zu vermeiden sind. Eine Bräunung der Haut entsteht durch die Einwirkung von UV-B-Strahlung. Unter ihrem Einfluss wird von den in der Oberhaut befindlichen Pigmentzellen des Menschen, den Melanozyten, vermehrt das Pigment Melanin gebildet, das durch Absorption der Strahlung die Zellen der Haut vor Schäden schützt, die insbesondere an der DNA im Zellkern auftreten können. Bereits Sonnenbäder von kurzer Dauer lösen eine medizinisch wirksame Reaktion im Körper aus. Häufige kurze Intervalle sind daher effektiver und ungefährlicher als wenige lange Bestrahlungen.
Zu beachten ist, dass die Intensität der auf der Erdoberfläche empfangenen Sonnenstrahlung variiert. Sie nimmt nicht nur mit abnehmender Bewölkung, klarerer Luft und geringerer Luftverschmutzung zu, sondern hängt auch von Standort, Jahreszeit und Tageszeit ab. Insbesondere der Einstrahlwinkel der Sonnenstrahlen ist hierbei bedeutsam, die Höhe des Sonnenstandes. Dementsprechend ist die Sonnenbadezeit zu verkürzen und um die Mittagsstunden direkte Sonnenstrahlung eher zu meiden. Sonnenbäder nach 15 Uhr bei geringerer Strahlungsintensität führen zu weniger Gesundheitsschäden.
Übermäßiges Sonnenbaden ist mit einem höheren Risiko der lichtbedingten Hautalterung und des Hautkrebses verbunden.
Um einen Sonnenbrand und eventuelle Spätschäden zu vermeiden, werden außerdem Sonnenschutzmittel empfohlen. Sonnenschutzmittel – die mit unterschiedlichen Lichtschutzfaktoren angeboten werden – können sowohl gegen UV-A- als auch gegen UV-B-Strahlung einen zusätzlichen Schutz bieten. Die jeweils empfehlenswerte Untergrenze für den Lichtschutzfaktor wird aus dem UV-Index, dem  vorliegenden Hauttyp und aus individuellen Daten abgeleitet.

## Verbreitung

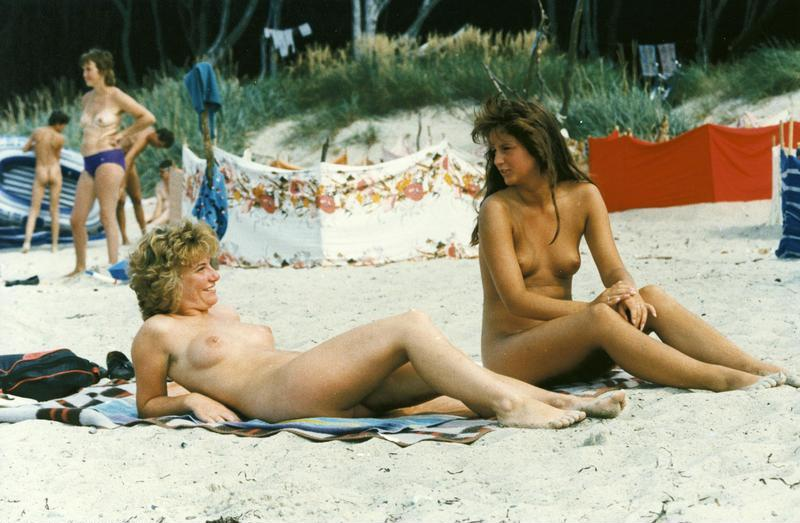
Sonnenbad (1988)

Sonnenbäder werden bevorzugt im Garten, auf Balkon oder Terrasse sowie in der Natur genommen. Dabei wird nackt oder teilbekleidet gesonnt. Das nackte Sonnenbaden ermöglicht eine maximale Wirkung, nahtlose Bräune und ist in FKK-Einrichtungen Standard, in der freien Natur meist unbeanstandet.

## Alternative
Eine häufig genutzte Alternative zu Natursonnenbädern ist das Solarium. Hier wird die Körperhaut mit künstlich hergestelltem UV-Licht gebräunt. Wie in der Natursonne sollte auch hier beachtet werden, dass durch die verabreichte Strahlendosis keine Hautrötung hervorgerufen wird, die Erythemschwellendosis somit nicht erreicht wird. Diese kann bei gewissenhaft geführten Sonnenstudios mit fachlich geschulten Mitarbeitern für jeden Hauttyp abgeschätzt und auf eine bestimmte Dauer in Minuten der Bestrahlung umgerechnet werden. Im Solarien kommen sowohl UV-A-Strahlung – bewirkt vorrangig die Nachdunkelung bei vorhandenen Pigmenten in der Haut – als auch die noch kurzwelligere UV-B-Strahlung zum Einsatz, durch die mit Verzögerung eine Pigmentneubildung angeregt wird.

## Hautkrebsrisiko
Um das Risiko für einen Hautkrebs zu reduzieren, rät die Deutsche Krebshilfe immer wieder zu einem gesundheitsbewussten Umgang mit der Sonne. Jährlich erkranken in Deutschland etwa 207.000 Menschen neu an sogenanntem „weißem Hautkrebs“, davon 137.000 an einem Basaliom, 70.000 an einem Plattenepithelkarzinom. Die Häufigkeit von „schwarzem Hautkrebs“, dem malignen Melanom, wird für ganz Deutschland im Zentrum für Krebsregisterdaten am Robert Koch-Institut erfasst. Im Jahr 2010 erkrankten 19.220 Menschen (9.640 Männer und 9.580 Frauen) an einem Melanom, und 2.711 Menschen starben daran. UV-Strahlung ist nach Expertenmeinung der größte Risikofaktor für dieses Tumorleiden. Jeder Sonnenbrand erhöht das Hautkrebsrisiko.
Daher ist ein umfassender Sonnenschutz wichtig. Neben der Wahl des Aufenthaltsortes und der Lichtdurchlässigkeit der Bekleidung ist auch der Gebrauch besonderer Mittel wie Sonnenschirm und Sonnenhut von Bedeutung. Bei längerem Aufenthalt im Freien wird häufig zur Anwendung einer Sonnencreme mit einem Lichtschutzfaktor von mindestens 30 geraten. Personen mit von Natur aus roten oder blonden Haaren und blauen Augen wird ein LSF von mindestens 50 nahegelegt, um ausreichend geschützt zu sein. Abhängig vom eingesetzten Faktor wird die jeweils als unbedenklich angesehene Expositionsdauer verlängert, nicht aber durch ein nochmaliges Auftragen.

## Suchtgefahr
Psychologen der University of Texas (USA) haben durch eine Umfrage mit 150 „Sonnenbadern“ auffällige Verhaltensweisen festgestellt und diese mit denen von Alkohol- und Drogenabhängigen verglichen. Nach verschiedenen psychologischen Kriterien bewertet, zeigten ein Viertel bis die Hälfte der Sonnenbadenden Abhängigkeitssymptome. Ein suchtähnliches Verlangen, die Haut zu bräunen, wird auch als Tanorexie bezeichnet.